# Nazionale maschile di calcio a 5 del Portogallo
La nazionale di calcio a 5 del Portogallo è la squadra di calcio a 5 che rappresenta il Portogallo ed è posta sotto l'egida della Federação Portuguesa de Futebol. Protagonista nel terzo millennio di una costante crescita del proprio movimento, la selezione lusitana ha vinto una Coppa del Mondo (2021) e due campionati europei (2018 e 2022).

## Storia
La nazionale lusitana fu assente nel mondiale del 1989, e non riuscì a qualificarsi ai mondiali del 1992 e 1996 né al primo campionato europeo di quest'ultimo anno. La sua prima partecipazione continentale risale all'edizione del 1999, venendo sorteggiata insieme a Belgio, Italia e Russia. Il Portogallo finì terzo nel girone, con due pareggi e una sconfitta, venendo eliminato. L'anno seguente la selezione lusitana partecipò per la prima volta al campionato mondiale nel quale superò sia il primo turno, insieme al Brasile, sia il secondo, insieme alla Spagna. Nelle semifinali il Portogallo fu superato nettamente dal Brasile per 8-0 ma si rifece vincendo la finale per il terzo posto contro la Russia.
Fallita la qualificazione al campionato europeo del 2001, il Portogallo centrò quella del 2003, uscendo però al primo turno. Al FIFA Futsal World Championship 2004, i lusitani superarono il primo turno ma vennero invece eliminati nel secondo, con quattro punti che però non bastarono per superare i sei della Spagna, poi vincitrice del torneo. All'Europeo dell'anno dopo, i lusitani furono eliminati di nuovo nella fase a gironi, mentre nell'edizione successiva degli Europei, dove erano padroni di casa, superarono il loro gruppo da secondi dietro l'Italia e a scapito di Rep. Ceca e Romania, per poi venire battuti ai rigori nelle semifinali dalla Spagna, campione d'Europa e del mondo in carica e poi vincitrice anche di quel torneo, e poi dalla Russia nella finale di consolazione. Il Portogallo fu eliminato nella fase a gironi anche nel Mondiale 2008.
L'Europeo 2010 vide il Portogallo venire accoppiato nel gruppo D insieme a Spagna e Bielorussia; gli iberici trionfarono senza problemi in entrambe le loro partite, e i portoghesi combinarono solo un pareggio a reti bianche contro la Bielorussia, ma passarono il turno a scapito di quest'ultima in virtù della differenza reti superiore. Nella fase ad eliminazione diretta, batterono prima la Serbia con facilità, poi l'Azerbaigian ai rigori, e persero infine la finale contro la Spagna. Due anni dopo, sempre in Europeo, il Portogallo superò il girone battendo sia la Serbia che l'Azerbaigian, ma poi fu eliminato ai quarti dall'Italia. Nel Mondiale dello stesso anno, Portogallo e Giappone passarono il turno ai gironi insieme al capolista Brasile con 4 punti; il Portogallo batté poi il Paraguay per 4-1, e ai quarti affrontò l'Italia, venendo infine sconfitto ai supplementari per 4-3.
L'Europeo 2014 vide il Portogallo e la Russia passare il loro girone con 4 punti a testa a scapito dei Paesi Bassi; ai quarti batté l'Ucraina per 2-1, ma perse poi alle semifinali per 4-3 contro l'Italia futura vincitrice, e poi la finale per il terzo posto contro la Spagna per 8-4. Il 2016 disputò sia Europeo che Mondiale. Nell'Europeo, finì secondo dietro la Serbia e davanti alla Slovenia, e passò il turno da secondo classificato, ma fu poi umiliato ai quarti per 6-2 dalla Spagna, futura vincitrice del torneo. Al mondiale, i portoghesi finirono primi il loro girone insieme alla Colombia padrona di casa, poi batterono la Costa Rica e l'Azerbaigian, ma in seguito furono sconfitti dall'Argentina per 5-2 nella semifinale e poi dall'Iran ai rigori nella finale di consolazione.
Nell'Europeo 2018, il Portogallo fu sorteggiato nel gruppo C insieme a Romania e Ucraina; batté entrambe le avversarie e passò il turno come primo classificato, seguito dagli ucraini. Sconfisse poi con molta facilità l'Azerbaigian, superò con difficoltà la Russia in semifinale e per la prima volta in finale sconfisse la Spagna per 3-2 ai supplementari, conseguendo così il suo primo trionfo continentale.
Nel Mondiale 2021 in Lituania, il Portogallo finì nel girone C affiancato da Marocco, Isole Salomone e Thailandia; terminò il gruppo primo con sette punti, dopo aver battuto facilmente i primi due avversari e poi pareggiato con il Marocco. Se la vide dunque con la Serbia agli ottavi e poi con la Spagna ai quarti, battendole entrambe ai supplementari, poi alle semifinali contro il Kazakistan fu costretto alla lotteria dei rigori, che superò di misura; vinse infine la finale contro l'Argentina e di conseguenza ottenne anche il suo primo trofeo mondiale.
Nell'Europeo 2022 nei Paesi Bassi, il Portogallo affrontò in sequenza Serbia (4-2), Paesi Bassi (4-1) e Ucraina (1-0), battendole tutte e tre e finendo il girone A a punteggio pieno; sconfisse poi la Finlandia ai quarti (3-2), la Spagna alle semifinali (idem) e la Russia in finale (4-2, nonostante un primo tempo in svantaggio per 0-2), ottenendo il suo secondo titolo europeo generale e consecutivo.

## Palmarès
- Campionato mondiale: 1
Lituania 2021
- Campionato d'Europa: 2
Slovenia 2018, Paesi Bassi 2022
- Futsal Finalissima: 1
Buenos Aires 2022

## Rosa
Lista dei giocatori convocati da Jorge Braz per le partite delle Qualificazioni al campionato mondiale di calcio a 5 2024 - UEFA
| N. | Pos. | Giocatore      | Data nascita (età)          | Pres. | Reti | Squadra          |
| -- | ---- | -------------- | --------------------------- | ----- | ---- | ---------------- |
| 1  | P    | André Sousa    | 25 febbraio 1986 (35 anni)  | 103   | 2    | Benfica          |
| 2  | D    | André Coelho   | 30 ottobre 1993 (28 anni)   | 78    | 23   | Barcellona       |
| 3  | D    | Tomás Paçó     | 19 aprile 2000 (21 anni)    | 15    | 1    | Sporting Lisbona |
| 4  | D    | Afonso Jesus   | 6 gennaio 1998 (24 anni)    | 17    | 6    | Benfica          |
| 5  | PV   | Fábio Cecílio  | 30 aprile 1993 (28 anni)    | 105   | 30   | Braga            |
| 6  | PV   | Zicky Té       | 1º settembre 2001 (20 anni) | 24    | 9    | Sporting Lisbona |
| 7  | L    | Miguel Ângelo  | 2 febbraio 1994 (27 anni)   | 60    | 10   | Sporting Lisbona |
| 8  | U    | Erick Mendonça | 21 luglio 1995 (26 anni)    | 43    | 6    | Sporting Lisbona |
| 9  | D    | João Matos     | 21 febbraio 1987 (34 anni)  | 172   | 21   | Sporting Lisbona |
| 10 | L    | Bruno Coelho   | 1º agosto 1987 (34 anni)    | 136   | 44   | FF Napoli        |
| 11 | L    | Pany Varela    | 25 febbraio 1989 (32 anni)  | 67    | 18   | Sporting Lisbona |
| 12 | P    | Bebé           | 19 maggio 1983 (38 anni)    | 136   | 0    | Leões            |
| 12 | P    | Eduardo Sousa  | 19 agosto 1996 (25 anni)    | 20    | 1    | Valdepeñas       |
| 13 | L    | Tiago Brito    | 22 luglio 1991 (30 anni)    | 102   | 27   | Braga            |
| 14 | L    | Pauleta        | 14 giugno 1994 (27 anni)    | 23    | 4    | Sporting Lisbona |

## Statistiche nelle competizioni internazionali

### Coppa del Mondo
| Anno   | Luogo         | Piazzamento      | Pd | V  | N | P | GF  | GS |
| ------ | ------------- | ---------------- | -- | -- | - | - | --- | -- |
| 1989   | Paesi Bassi   | Non presente     | -  | -  | - | - | -   | -  |
| 1992   | Hong Kong     | Non qualificata  | -  | -  | - | - | -   | -  |
| 1996   | Spagna        | Non qualificata  | -  | -  | - | - | -   | -  |
| 2000   | Guatemala     | Terzo posto      | 8  | 5  | 0 | 3 | 23  | 23 |
| 2004   | Taipei cinese | 2º turno         | 6  | 3  | 1 | 2 | 18  | 8  |
| 2008   | Brasile       | 1º turno         | 4  | 3  | 0 | 1 | 15  | 8  |
| 2012   | Thailandia    | Quarti di finale | 5  | 2  | 1 | 2 | 18  | 14 |
| 2016   | Colombia      | 4º posto         | 7  | 4  | 2 | 1 | 26  | 11 |
| 2021   | Lituania      | Campione         | 7  | 5  | 2 | 0 | 25  | 12 |
| Totale |               | 6/9              | 37 | 22 | 6 | 9 | 125 | 76 |

### Campionato europeo
| Anno   | Luogo       | Piazzamento      | Pd | V  | N | P  | GF  | GS  |
| ------ | ----------- | ---------------- | -- | -- | - | -- | --- | --- |
| 1996   | Spagna      | Non qualificata  | -  | -  | - | -  | -   | -   |
| 1999   | Spagna      | 1º turno         | 3  | 0  | 2 | 1  | 4   | 6   |
| 2001   | Russia      | Non qualificata  | -  | -  | - | -  | -   | -   |
| 2003   | Italia      | 1º turno         | 3  | 1  | 1 | 1  | 10  | 12  |
| 2005   | Rep. Ceca   | 1º turno         | 3  | 1  | 0 | 2  | 9   | 14  |
| 2007   | Portogallo  | 4º posto         | 5  | 2  | 2 | 1  | 12  | 8   |
| 2010   | Ungheria    | 2º posto         | 5  | 1  | 2 | 2  | 16  | 19  |
| 2012   | Croazia     | Quarti di finale | 3  | 2  | 0 | 1  | 7   | 5   |
| 2014   | Belgio      | 4º posto         | 5  | 2  | 1 | 2  | 18  | 17  |
| 2016   | Serbia      | Quarti di finale | 3  | 1  | 0 | 2  | 9   | 11  |
| 2018   | Slovenia    | Campione         | 5  | 5  | 0 | 0  | 23  | 9   |
| 2022   | Paesi Bassi | Campione         | 6  | 6  | 0 | 0  | 19  | 9   |
| Totale |             | 10/12            | 41 | 21 | 8 | 12 | 127 | 110 |

## Tutte le rose

### Coppa del Mondo FIFA
Coppa del Mondo di calcio a 5 FIFA 20001 Toni, 2 Ivan Dias, 3 Pedro Costa, 4 Vitinha, 5 Arnaldo Pereira, 6 António Teixeira, 7 André Lima, 8 Majó, 9 Miguel Mota, 10 Formiga, 11 Nélito, 12 Naná, 13 Zézito, 14 João Benedito, CT: Orlando Duarte
Coppa del Mondo di calcio a 5 FIFA 20041 João Benedito, 2 Luís Silva, 3 Leo, 4 Marcelinho, 5 Ivan Dias, 6 Joel Queirós, 7 André Lima, 8 Majó, 9 Gonçalo Alves, 10 Formiga, 11 Israel Alves, 12 Sandro Barradas, 13 Zézito, 14 Sílvio Roda, CT: Orlando Duarte
Coppa del Mondo di calcio a 5 FIFA 20081 João Benedito, 2 Ricardinho, 3 Marinho, 4 Pedro Costa, 5 Bibi, 6 Pedro Cary, 7 Fernando Cardinal, 8 Israel Alves, 9 Gonçalo Alves, 10 Arnaldo Pereira, 11 Fernando Leitão, 12 Bebé, 13 Jardel, 14 Cristiano Parreiro, CT: Orlando Duarte
Coppa del Mondo di calcio a 5 FIFA 20121 João Benedito, 2 Paulinho, 3 Fernando Leitão, 4 Pedro Cary, 5 Nandinho, 6 Arnaldo Pereira, 7 Fernando Cardinal, 8 Djô, 9 Gonçalo Alves, 10 Ricardinho, 11 João Matos, 12 Bebé, 13 Marinho, 14 André Sousa, CT: Jorge Braz
Coppa del Mondo di calcio a 5 FIFA 20161 Bebé, 2 André Coelho, 3 Bruno Coelho, 4 Miguel Ângelo, 5 Fábio Cecílio, 6 Pedro Cary, 7 Fernando Cardinal, 8 Djô, 9 João Matos, 10 Ricardinho, 11 Ré, 12 Vítor Hugo, 13 Tiago Brito, 14 Cristiano Parreiro, CT: Jorge Braz
Coppa del Mondo di calcio a 5 FIFA 20211 Bebé, 2 André Coelho, 3 Tomás Paçó, 4 Afonso Jesus, 5 Fábio Cecílio, 6 Zicky Té, 7 Bruno Coelho, 8 Erick Mendonça, 9 João Matos, 10 Ricardinho, 11 Pany Varela, 12 André Sousa, 13 Tiago Brito, 14 Miguel Ângelo, 15 Pauleta, 16 Vítor Hugo, CT: Jorge Braz

### Campionato d'Europa UEFA
Campionato europeo di calcio a 5 19991 Carlos França, 2 Luís Miguel, 3 Xana, 4 Vitinha, 5 Ivo Cristóvão, 6 Paulo Castelinho, 7 André Lima, 8 João Lopes, 9 Miguel Mota, 10 Gil Marques, 11 Nélito, 12 Náná, 13 Zézito, 14 António Teixeira, CT: Orlando Duarte
Campionato europeo di calcio a 5 20031 Toni, 2 Joel Queirós, 3 Sérgio Junior, 4 Pedro Costa, 5 Ivan Dias, 6 João Marçal, 7 André Lima, 8 João Leite, 9 Gonçalo Alves, 10 Arnaldo Pereira, 11 Formiga, 12 João Benedito, 13 Zézito, 14 Nuno Rodrigues, CT: Orlando Duarte
Campionato europeo di calcio a 5 20051 João Benedito, 2 Luís Estrela, 3 Leo, 4 Marcelinho, 5 Ivan Dias, 6 Joel Queirós, 7 André Lima, 8 Miguel Almeida, 9 Gonçalo Alves, 10 Zé Maria, 11 Israel Alves, 12 Sandro Barradas, 13 Zézito, 14 Sílvio Roda, CT: Orlando Duarte
Campionato europeo di calcio a 5 20071 João Benedito, 2 Ricardinho, 3 Zé Maria, 4 Pedro Costa, 5 Ivan Dias, 6 Joel Queirós, 7 Fernando Leitão, 8 Israel Alves, 9 Gonçalo Alves, 10 Arnaldo Pereira, 11 Formiga, 12 Cristiano Parreiro, 13 Marcelinho, 14 Alex, CT: Orlando Duarte
Campionato europeo di calcio a 5 20101 João Benedito, 2 Evandro, 3 Fernando Leitão, 4 Pedro Costa, 5 Joel Queirós, 6 Arnaldo Pereira, 7 Fernando Cardinal, 8 Israel Alves, 9 Gonçalo Alves, 10 Paulinho, 11 João Matos, 12 Bébé, 13 Pedro Cary, 14 André Sousa, CT: Orlando Duarte
Campionato europeo di calcio a 5 20121 João Benedito, 2 Paulinho, 3 Ricardo Fernandes, 4 Pedro Cary, 5 Joel Queirós, 6 Arnaldo Pereira, 7 Fernando Cardinal, 8 Bruno Coelho, 9 Gonçalo Alves, 10 Ricardinho, 11 João Matos, 12 Bebé, 13 Marinho, 14 André Sousa, CT: Jorge Braz
Campionato europeo di calcio a 5 20141 João Benedito, 2 Bruno Coelho, 3 Fernando Leitão, 4 Pedro Costa, 5 Joel Queirós, 6 Arnaldo Pereira, 7 Fernando Cardinal, 8 Pedro Cary, 9 Gonçalo Alves, 10 Ricardinho, 11 João Matos, 12 André Sousa, 13 Ricardo Fernandes, 14 Cristiano Parreiro, CT: Jorge Braz
Campionato europeo di calcio a 5 20161 Bebé, 2 Paulinho, 3 Bruno Coelho, 4 Pedro Cary, 5 Fábio Cecílio, 6 Arnaldo Pereira, 7 Fernando Cardinal, 8 Djô, 9 João Matos, 10 Ricardinho, 11 Pany Varela, 12 Vítor Hugo, 13 Tiago Brito, 14 Fábio Lima, CT: Jorge Braz
Campionato europeo di calcio a 5 20181 Bebé, 2 André Coelho, 3 Tunha, 4 Nílson Miguel, 5 Fábio Cecílio, 6 Pedro Cary, 7 Bruno Coelho, 8 Márcio Moreira, 9 João Matos, 10 Ricardinho, 11 Pany Varela, 12 André Sousa, 13 Tiago Brito, 14 Vítor Hugo, CT: Jorge Braz
Campionato europeo di calcio a 5 20221 André Sousa, 2 André Coelho, 3 Tomás Paçó, 4 Afonso Jesus, 5 Fábio Cecílio, 6 Zicky Té, 7 Miguel Ângelo, 8 Erick Mendonça, 9 João Matos, 10 Bruno Coelho, 11 Pany Varela, 12 Bebé/Eduardo Sousa, 13 Tiago Brito, 14 Pauleta, CT: Jorge Braz